# Touchdown

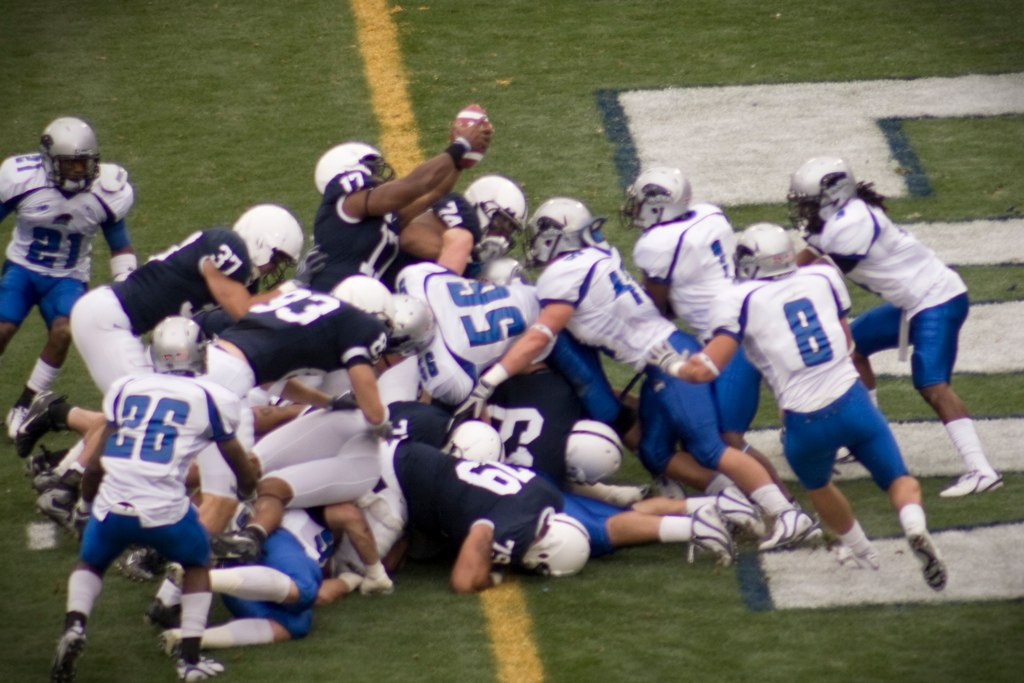
Touchdown. Zawodnik w ciemnym stroju (nr 17) przenosi piłkę nad linią punktową rywali, zdobywając 6 punktów.

Touchdown (pol. przyłożenie) – w futbolu amerykańskim, a także kanadyjskim oznacza zdobycie sześciu punktów przez dobiegnięcie gracza z piłką do pola punktowego (tzw. end zone) albo złapania piłki już w polu. Każdy touchdown oznacza dla drużyny zdobycie 6 punktów, a także możliwość zdobycia dodatkowego punktu (tzw. extra point) poprzez wykopanie piłki między słupki bramki zwanej goalpost, lub dodatkowych dwóch punktów (tzw. two-point conversion) próbując ponownie przyłożyć z małej odległości od goal line (5 jardów w CFL, 3 w AFL i 2 w NFL).
Touchdown najczęściej osiągany jest poprzez:
- podanie piłki górą przez rozgrywającego (quarterback) do zawodnika ataku (np. skrzydłowego), który następnie wbiega z nią w pole punktowe przeciwnika, lub do zawodnika ataku już znajdującego się w polu punktowym (receiving TD),
- wbiegnięcie z piłką w pole punktowe bez uprzedniego podania górą (rushing TD), najczęściej wykonywane przez quarterbacka lub running backa.

Często zdarza się także, że drużyna broniąca wykorzystuje błędy ataku i zdobywa przyłożenie (non-offensive touchdowns). Możliwe jest to poprzez: 
- przechwyt podania przez gracza obrony i wbiegnięcie z piłką w pole punktowe rywali (interception return TD)
- przejęcie zgubionej przez drużynę atakującą piłki i wbiegnięcie z nią w pole punktowe (fumble return TD)
- przejęcie piłki wprowadzonej przez przeciwnika do gry wykopem, wykopem z powietrza lub w wyniku niecelnego kopa na bramkę i wbiegnięcie z nią w pole punktowe (kickoff return TD, punt return TD, missed field goal return TD).

Rekordzistą NFL w ogólnej liczbie przyłożeń jest skrzydłowy Jerry Rice, który w latach 1985-2004 grając dla San Francisco 49ers, Oakland Raiders i Seattle Seahawks zgromadził ich 208. Jest on także rekordzistą wszech czasów w liczbie odebranych podań kończących się przyłożeniem (receiving touchdowns), których ma 197. Do Emmitta Smitha, który w latach 1990-2004 grał dla Dallas Cowboys i Arizona Cardinals, należy najlepszy wynik w przyłożeniach po biegu (rushing touchdowns) i wynosi 164. Deion Sanders jest rekordzistą w liczbie przyłożeń w wyniku przechwytów (non-offensive touchdowns). W latach 1989–2005 uzbierał ich 19. Rozgrywający Brett Favre (lata 1991-2010) wykonał w karierze 506 podań, które kończyły się przyłożeniem (touchdown passes), co również jest rekordem NFL.
Najwięcej przyłożeń w jednym meczu NFL (6) zanotowało trzech graczy: Ernie Nevers (Chicago Cardinals, 28 listopada 1929), Dub Jones (Cleveland Browns, 25 listopada 1951) oraz Gale Sayers (Chicago Bears, 12 grudnia 1965). W ostatnich latach najbliżej wyrównania tego osiągnięcia był running back Clinton Portis, który 7 grudnia 2003 w meczu Denver Broncos - Kansas City Chiefs (45-27) uzyskał dla gospodarzy 5 przyłożeń.
Najdłuższy bieg zakończony przyłożeniem miał miejsce 4 listopada 2007 w meczu między Minnesota Vikings a San Diego Chargers - zawodnik z San Diego Antonio Cromartie pokonał wtedy 109 jardów po złapaniu nietrafionego field goala (missed field goal return touchdown), wykonywanego przez kopacza Ryana Longwella. Ponieważ rekordy w NFL zaokrąglane są w dół do pełnego jardu, wynik Cromartiego nie może zostać pobity, a jedynie wyrównany, gdyż obecne przepisy nie pozwalają na 110-jardowy bieg (gracz musiałby się znaleźć poza boiskiem, co spowodowałoby przerwanie gry).